# Pieces (L'Arc-en-Ciel)
Pieces è un brano musicale del gruppo musicale giapponese de L'Arc~en~Ciel, pubblicato come quarto singolo estratto dall'album Ark, il 2 giugno 1999. Il singolo ha raggiunto la prima posizione della classifica Oricon dei singoli più venduti in Giappone, rimanendo in classifica per otto settimane e vendendo 734 710 copie.

## Tracce
CD Singolo KSC2-281
1. Pieces
2. fate ~fake fate mix~

## Classifiche
| Classifica (1999) | Posizione più alta |
| ----------------- | ------------------ |
| Giappone (Oricon) | 1                  |